# إيلي كيرك برايس
إيلي كيرك برايس هو محامي وسياسي أمريكي، ولد في 20 يوليو 1797 في East Bradford Township, Pennsylvania ‏ في الولايات المتحدة، وتوفي في 14 نوفمبر 1884. نشط حزبياً في حزب اليمين. وقد انتخب عضو مجلس ولاية بنسيلفانيا ‏.